# Partito dei Lavoratori (Singapore)
Il Partito dei Lavoratori (in inglese: Workers' Party  - WP; in malese: Parti Pekerja) è un partito politico di centro-sinistra attivo in Singapore.

## Risultati elettorali
| Elezione          | Voti    | %     | Seggi   |
| ----------------- | ------- | ----- | ------- |
| Parlamentari 1959 | 4.127   |       | 0 / 51  |
| Parlamentari 1963 | 286     |       | 0 / 51  |
| Parlamentari 1968 | 3.049   |       | 0 / 58  |
| Parlamentari 1972 | 90.885  |       | 0 / 65  |
| Parlamentari 1976 | 91.966  |       | 0 / 69  |
| Parlamentari 1980 | 39.590  |       | 0 / 75  |
| Parlamentari 1984 | 110.868 |       | 1 / 79  |
| Parlamentari 1988 | 224.473 |       | 0 / 81  |
| Parlamentari 1991 | 112.010 |       | 1 / 81  |
| Parlamentari 1997 | 101.544 |       | 1 / 83  |
| Parlamentari 2001 | 19.060  |       | 1 / 84  |
| Parlamentari 2006 | 183.578 |       | 1 / 84  |
| Parlamentari 2011 | 258.510 |       | 6 / 87  |
| Parlamentari 2015 | 281.697 |       | 6 / 89  |
| Parlamentari 2020 | 279.922 | 11,22 | 10 / 93 |